# Marian Marsh
Marian Marsh, pseudonimo di Violet Krauth (Trinidad e Tobago, 17 ottobre 1913 – Palm Desert, 9 novembre 2006), è stata un'attrice statunitense.

## Biografia
Era l'ultima dei quattro figli di Harriet Morgan e di Leo Krauth, un tedesco che produceva cioccolato a Trinidad, allora colonia inglese. Gli altri fratelli si chiamavano Harriet, George e Anthony Edward (1912-1974). Nel 1914 la guerra tra Germania e Gran Bretagna mandò in rovina l'attività paterna e la famiglia si trasferì a Boston. Dopo che la figlia maggiore Harriet (1907-1998) vinse un concorso di bellezza con la conseguente prospettiva di lavoro nel cinema, la famiglia Krauth traslocò a Los Angeles, dove Harriet intraprese dal 1926 la carriera di attrice per la casa di produzione FBO, prima col nome di Jean Morgan e poi con quello di Jean Fenwick. Anche il fratello Anthony Edward diventerà attore nel 1935 col nome di Anthony Marsh.

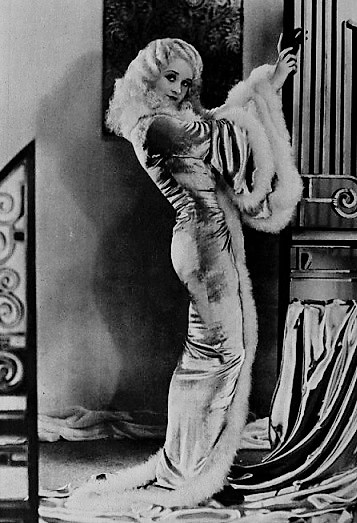
Marian Marsh

Nel 1929 fu la volta di Violet a entrare nell'ambiente del cinema con l'aiuto della sorella Harriet e dell'attrice Nance O'Neil (1874–1965), che le impartì alcune lezioni di dizione e di recitazione. Con un contratto della Pathé esordì a 16 anni nel film The Sophomore, con Eddie Quillan e Sally O'Neil. Usando inizialmente il nome di Marilyn Morgan, recitò qualche altra piccola parte fino a passare nel 1931, col nome di Marian Marsh,  alla Warner Bros. e al grande successo da protagonista con John Barrymore nel film Svengali.
Oltre alla scelta tra le tredici WAMPAS Baby Stars del 1931, Marian Marsh ottenne in quell'anno una serie di ruoli da protagonista, da Five Star Final con Edward G. Robinson a The Mad Genius ancora con Barrymore, proseguendo la serie anche nei due anni successivi, da Beauty and the Boss con Warren William a A Man of Sentiment di Richard Thorpe. La maggior parte dei film era però di poco valore e di scarso successo di pubblico. Questo fu il motivo della sua rottura con la Warner e poi, nel 1934, della sua vacanza in Europa con la madre e la sorella con la partecipazione a tre film in Inghilterra e in Svizzera.
Tornata negli USA, dopo La casa senza amore (1934), fu ancora protagonista con Peter Lorre in Ho ucciso! (1935) di Josef von Sternberg, tratto dal romanzo Delitto e castigo, e ne Il mistero della camera nera con Boris Karloff, poi la sua carriera declinò lentamente, anche per il suo matrimonio nel 1938 con Albert Scott, ex-marito dell'attrice Colleen Moore, e la nascita di due figli. Dopo Poliziotti per forza (1942) con Harry Langdon, a soli 29 anni e con 42 film alle spalle, Marian Marsh lasciò il cinema. Anni dopo, nel 1957 e nel 1968, interpretò due telefilm. 
Divorziata nel 1959, sposò l'anno dopo Cliff Henderson, pioniere dell'aviazione e imprenditore, fondatore della città di Palm Desert, dove la coppia andò ad abitare. Qui Marian Marsh fondò Desert Beautiful, un’organizzazione no-profit che si occupava di ripulire quei luoghi, allora utilizzati spesso come discariche, e di migliorare il paesaggio piantando alberi di palma. Qui morì nel 2006 a 93 anni e fu sepolta nel Desert Memorial Park di Cathedral City.

## Riconoscimenti
- WAMPAS Baby Star nel 1931

## Filmografia parziale

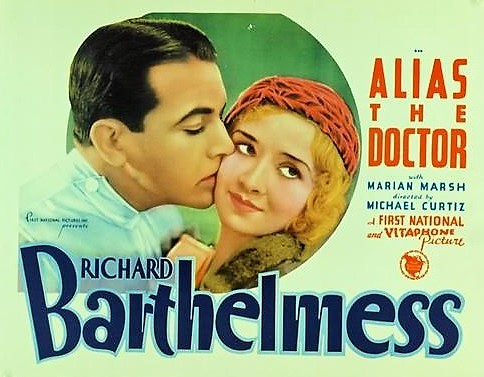
Poster del film Il segreto del dottore

- The Sophomore, regia di Leo McCarey (1929)
- Gli angeli dell'inferno (Hell's Angels), regia di Howard Hughes (1930)
- Svengali, regia di Archie Mayo (1931)
- Five Star Final, regia di Mervyn LeRoy (1931)
- Il segreto del dottore (Alias the Doctor), regia di Michael Curtiz (1932)
- Beauty and the Boss, regia di Roy Del Ruth (1932)
- The Sport Parade, regia di Dudley Murphy (1932)
- Daring Daughters, regia di Christy Cabanne (1933)
- Il figliuol prodigo (Der Verlorene Sohn), regia di Luis Trenker (1934)
- La casa senza amore (A Girl of the Limberlost), regia di Christy Cabanne (1934)
- Il mistero della camera nera (The Black Room), regia di Roy William Neill (1935)
- Ho ucciso! (Crime and Punishment), regia di Josef Von Sternberg (1935)
- Il peccato di Lilian Day (Lady of Secrets), regia di Marion Gering (1936)
- Falsari alla sbarra (Counterfeit), regia di Erle C. Kenton (1936)
- L'uomo che visse due volte (The Man Who Lived Twice), regia di Harry Lachman (1936)
- Con l'aiuto della luna (When's Your Birthday?), regia di Harry Beaumont (1937)
- Ragazze sperdute (Missing Daughters), regia di Charles C. Coleman (1939)
- Poliziotti per forza (House of Errors), regia di Bernard B. Ray (1942)

## Fonti
- Los Angeles Times, Obituaries: Marian Marsh, 13 November 2006
- The Independent, Obituaries: Marian Marsh
- Cliff Aliperti, Marian Marsh - For ever Trilby, 17 October 2012